# Světový pohár v orientačním běhu 1998
Světový pohár v orientačním běhu 1998 (Orienteering World Cup 1998) byl 7. ročníkem této soutěže. Skládal se z 9 individuálních závodů, které se konaly v Irsku, Velké Británii, Švédsku, Polsku, Slovensku, Estonsku a Finsku.  
V mužské kategorii zvítězil Chris Terkelsen z Dánska, který získal 282 bodů.  
V ženské kategorii dominovala Hanne Staff z Norska, která získala 296 bodů.
---

## Individuální závody Světového poháru 1998
| č. | Datum                 | Trať          | Místo                         | Vítěz muži       | Vítěz ženy      |
| -- | --------------------- | ------------- | ----------------------------- | ---------------- | --------------- |
| 1  | 23. května 1998       | Long          | Killarney, Irsko              | Bjørnar Valstad  | Hanne Staff     |
| 2  | 28. května 1998       | Long          | Lake District, Velká Británie | Chris Terkelsen  | Yvette Baker    |
| 3  | 31. května 1998       | Middle        | Lake District, Velká Británie | Johan Ivarsson   | Hanne Staff     |
| 4  | 20.–24. července 1998 | 5-day overall | Gävle, Švédsko                | Yuri Omeltchenko | Hanne Staff     |
| 5  | 15. září 1998         | Long          | Kraków, Polsko                | Chris Terkelsen  | Jana Cieslarová |
| 6  | 17. září 1998         | Long          | Tatranská Lomnica, Slovensko  | Sixten Sild      | Hanne Staff     |
| 7  | 20. září 1998         | Middle        | Tatranská Lomnica, Slovensko  | Janne Salmi      | Anniina Paronen |
| 8  | 27. září 1998         | Long          | Otepää, Estonsko              | Chris Terkelsen  | Hanne Staff     |
| 9  | 2. října 1998         | Middle        | Tavastehus, Finsko            | Johan Ivarsson   | Jana Cieslarová |
| 10 | 3. října 1998         | Long          | Tavastehus, Finsko            | Rudolf Ropek     | Johanna Asklöf  |

---

## Celkové pořadí

### Muži
| Pořadí | Závodník        | Země    | Body |
| ------ | --------------- | ------- | ---- |
| 1.     | Chris Terkelsen | Dánsko  | 282  |
| 2.     | Johan Ivarsson  | Švédsko | 280  |
| 3.     | Bjørnar Valstad | Norsko  | 279  |

### Ženy
| Pořadí | Závodnice      | Země    | Body |
| ------ | -------------- | ------- | ---- |
| 1.     | Hanne Staff    | Norsko  | 296  |
| 2.     | Johanna Asklöf | Finsko  | 294  |
| 3.     | Katarina Borg  | Švédsko | 269  |

---